# Runcinia
Runcinia is een geslacht van spinnen uit de  familie van de Thomisidae (krabspinnen).

## Soorten
- Runcinia acuminata (Thorell, 1881)
- Runcinia aethiops (Simon, 1901)
- Runcinia affinis (Simon, 1897)
- Runcinia albida (Marx, 1893)
- Runcinia bifrons (Simon, 1895)
- Runcinia carae (Dippenaar-Schoeman, 1983)
- Runcinia caudata (Schenkel, 1963)
- Runcinia depressa (Simon, 1906)
- Runcinia disticta (Thorell, 1891)
- Runcinia dubia (Caporiacco, 1940)
- Runcinia erythrina (Jézéquel, 1964)
- Runcinia escheri (Reimoser, 1934)
- Runcinia flavida (Simon, 1881)
- Runcinia ghorpadei (Tikader, 1980)
- Runcinia grammica (C. L. Koch, 1837)
- Runcinia johnstoni (Lessert, 1919)
- Runcinia khandari (Gajbe, 2004)
- Runcinia kinbergi (Thorell, 1891)
- Runcinia longipes (Strand, 1906)
- Runcinia manicata (Thorell, 1895)
- Runcinia multilineata (Roewer, 1961)
- Runcinia oculifrons (Strand, 1907)
- Runcinia plana (Simon, 1895)
- Runcinia roonwali (Tikader, 1965)
- Runcinia sitadongri (Gajbe, 2004)
- Runcinia soeensis (Schenkel, 1944)
- Runcinia spinulosa (O. P.-Cambridge, 1885)
- Runcinia tarabayevi (Marusik & Logunov, 1990)
- Runcinia tropica (Simon, 1907)
- Runcinia yogeshi (Gajbe & Gajbe, 2001)